# متخذ الطريق الرأسمالي
متخذ الطريق الرأسمالي هو شخص أو مجموعة من الأشخاص تظهر نزعة ملحوظة للانحناء لضغوط القوى البرجوازية وبالتالي محاولات جر الثورة في الاتجاه الرأسمالية. إذا سُمح لها بذلك فإن هذه القوى ستعيد في النهاية الحكم السياسي والاقتصادي للرأسمالية، بعبارة أخرى ستقود هذه القوى المجتمع إلى «الطريق الرأسمالي». ظهر المصطلح لأول مرة في أدب الحزب الشيوعي الصيني في عام 1965، ولكن الفكرة طورها ماو تسي تونغ في بداية الأمر في 1956-1957 ضد ما رآه اتجاهات رجعية في الحزب.
يوصف راسمو الطرق الرأسمالي بأنهم ممثلو الطبقة الرأسمالية داخل الحزب الشيوعي وأولئك الذين يحاولون استعادة الرأسمالية بينما يتظاهرون بدعم الاشتراكية. أكد ماو أن دنغ شياو بينغ كان سائقًا رأسماليًا وأن الاتحاد السوفييتي سقط في أيدي راكبي الطرق الرأسماليين من داخل الحزب الشيوعي للاتحاد السوفيتي بعد وفاة جوزيف ستالين في عام 1953.